# Oxtjärnet (Bogens socken, Värmland)
Oxtjärnet är en sjö i Arvika kommun i Värmland och ingår i Göta älvs huvudavrinningsområde.